# 藏春坞琴谱
《藏春坞琴谱》，古琴谱。明万历三十年郝寧撰辑。

## 流傳版本
汪孟舒影抄张友鹤原藏。明刊本，共五卷。

## 琴谱内容
谱前有万历三十年壬寅李戴序及董復亨序。序后有弹琴总规，勾琴总字母，谱目等。谱后有严澂序和郝宁自序。琴曲共计六十六首。